# Leave Before You Love Me
Leave Before You Love Me is een nummer van de Amerikaanse dj Marshmello en de Amerikaanse band Jonas Brothers uit 2021.
Het nummer bevat interpolaties uit Can't Smile Without You (uitgevoerd door o.a. Barry Manilow en The Carpenters) en Last Christmas van Wham!. "Leave Before You Love Me" werd in diverse landen een (bescheiden) hit. Zo bereikte het de 19e positie in de Amerikaanse Billboard Hot 100. In de Nederlandse Top 40 kwam het nummer tot de 8e positie, terwijl het in de Vlaamse Ultratop 50 de 32e positie behaalde.